# 博洛尼亚解剖剧场

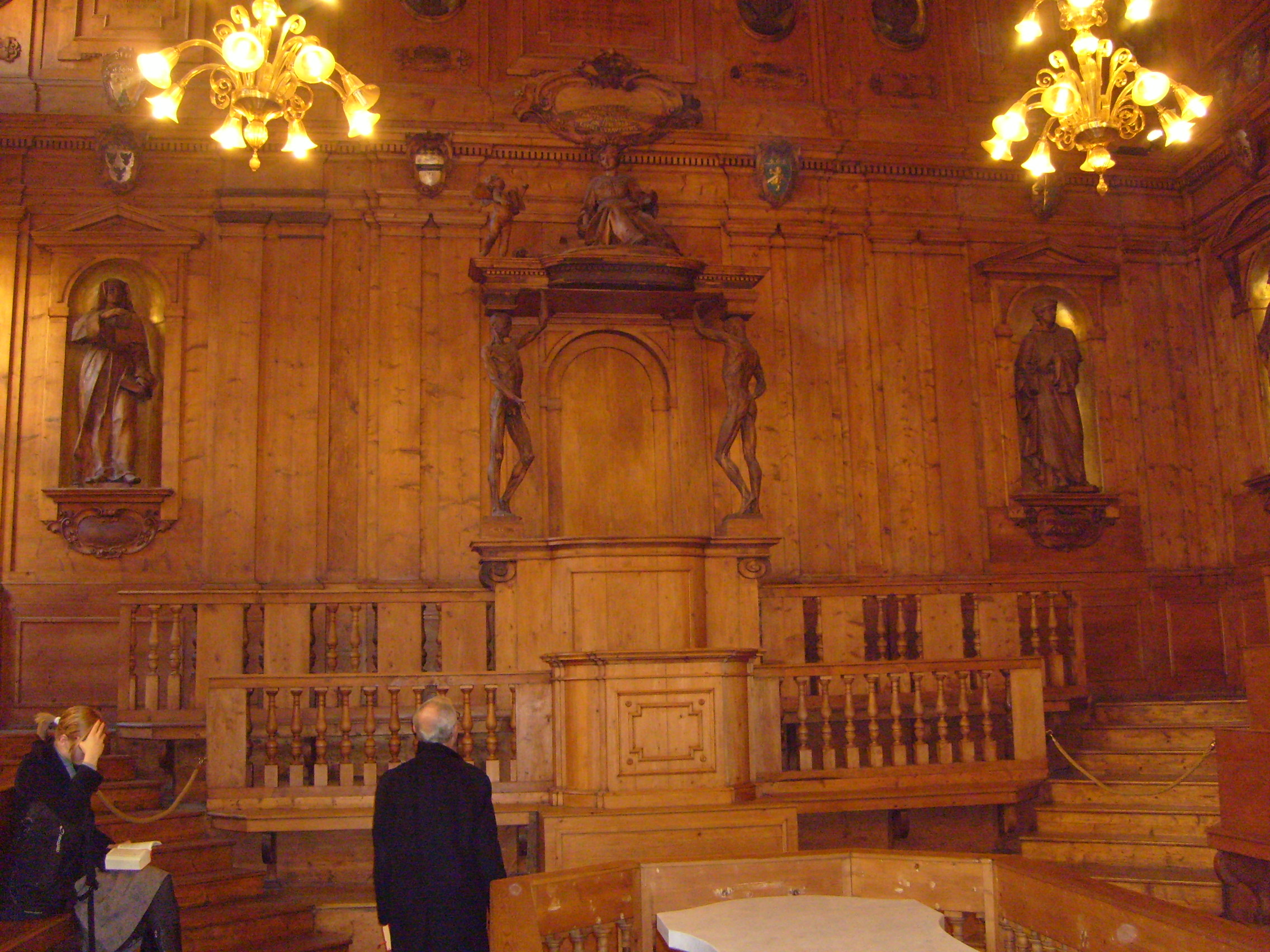

博洛尼亚解剖剧场（義大利語：Teatro anatomico di Bologna）是一个大厅，曾用于意大利博洛尼亚医学院举办的解剖学讲座和展览，曾设于博洛尼亚大学的阿奇吉纳西欧宫。1595年，在另一个地点修建了第一座解剖剧场，在1636年至1638年间又在当前地点修建了一座更大的剧院，由建筑师安东尼奥·莱万蒂设计。天花板和墙壁装饰是从1647到1649完成的，在天花板中间是医学之神阿波罗像。
该剧院经过几次改造，于1733年至1736年间最终成形。在这一时期，西尔维斯特罗·吉安诺蒂雕刻了装饰剧院墙壁的木制雕像。它们代表了古代的一些著名医生（希波克拉底、盖伦等）和当地的雅典人（蒙迪诺·德·利乌齐、加斯帕罗·塔利亚科齐--手里拿着一个鼻子，因为他是第一个尝试整形外科手术的人）。斯佩拉蒂的两尊著名雕像是著名的解剖蜡像艺术家埃尔科·勒利的作品。教师的椅子上方，顶部是寓言化的解剖学图像.剧院中央有一张白色的桌子，在上面进行人体或动物的解剖。
第二次世界大战期间，1944年1月29日的一次空袭几乎将剧院完全摧毁。战后，该剧院以堪称典范的严谨性重建，使用了在建筑物废墟中找到的所有原始构件。

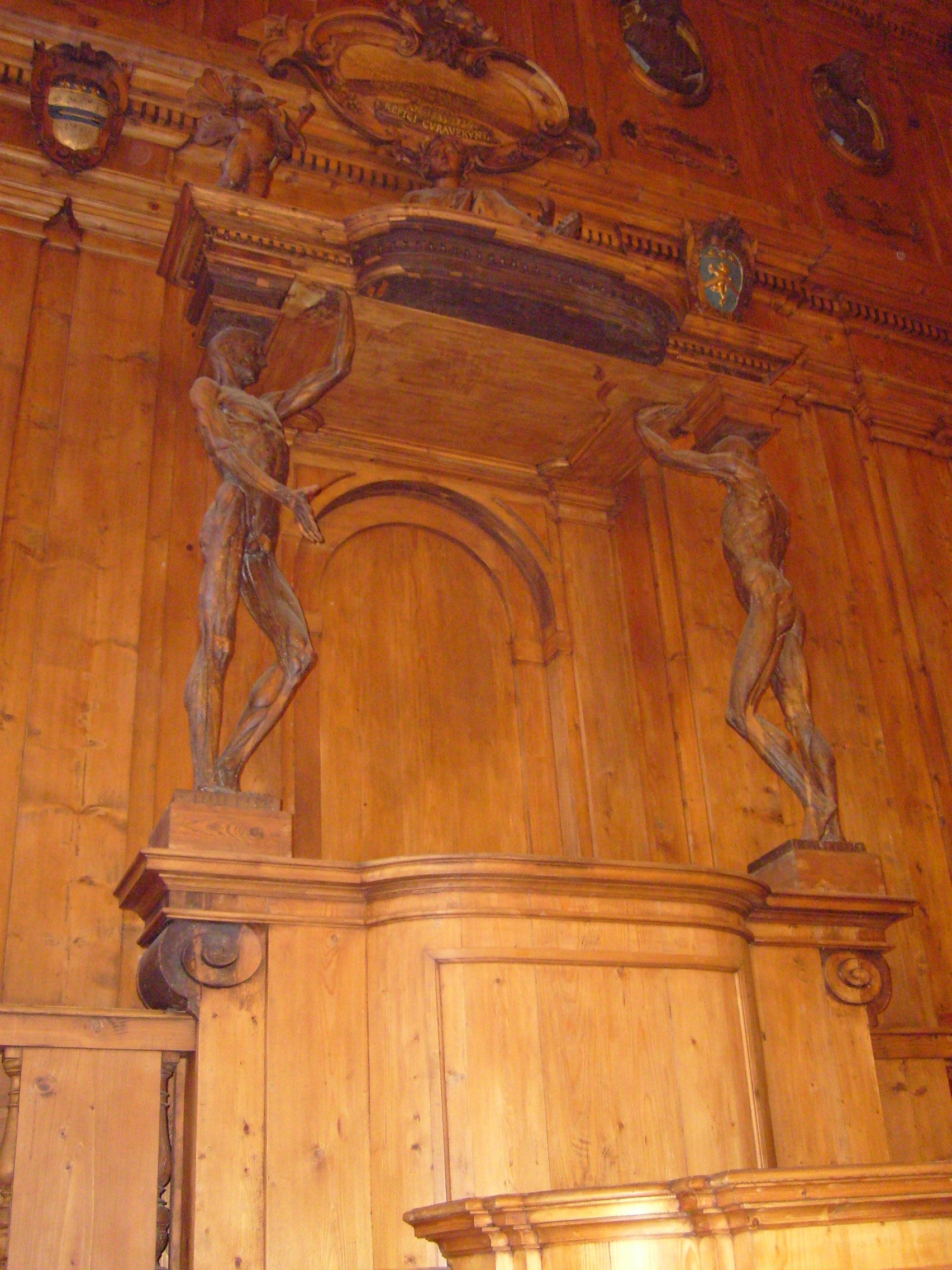
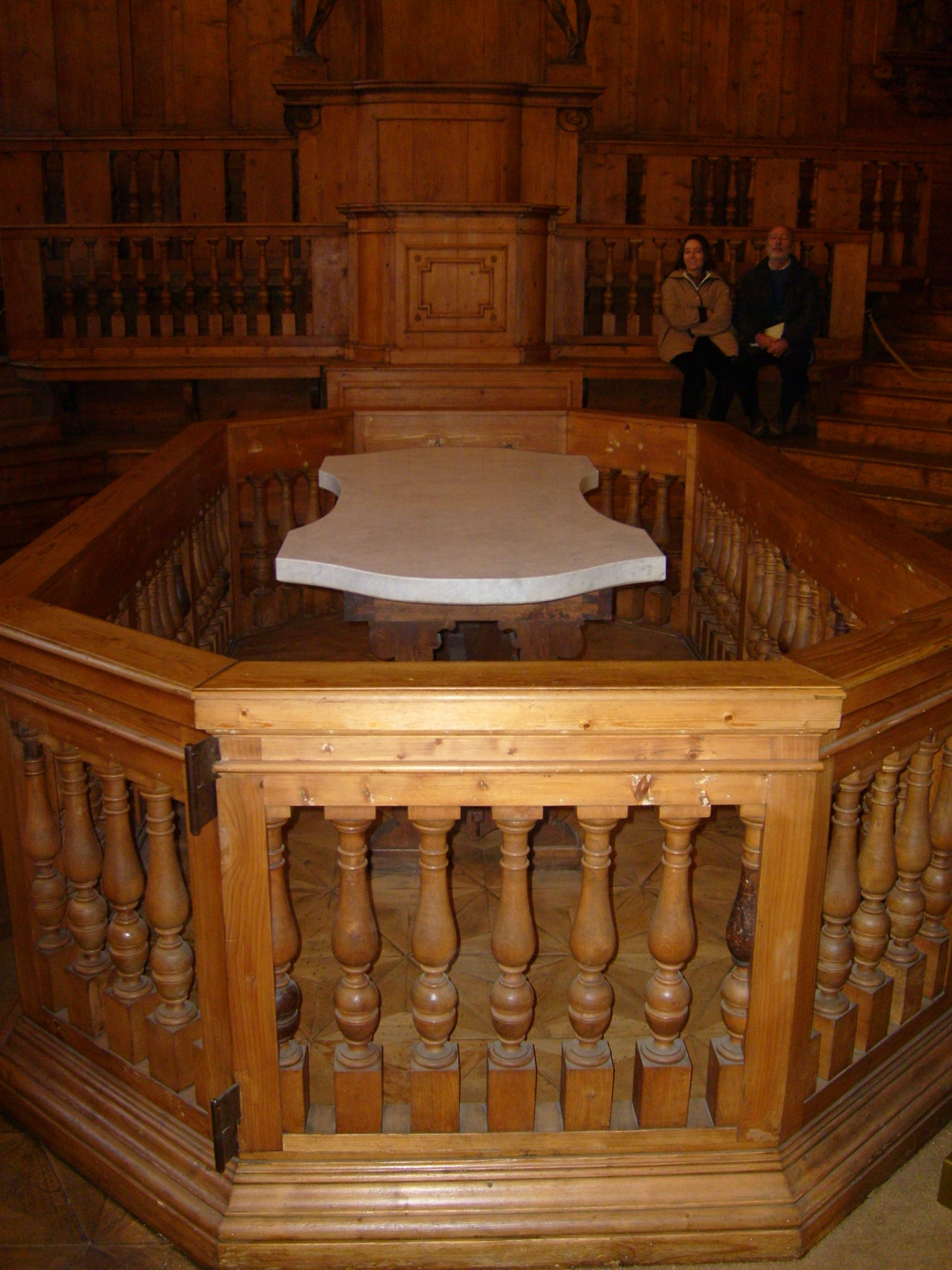
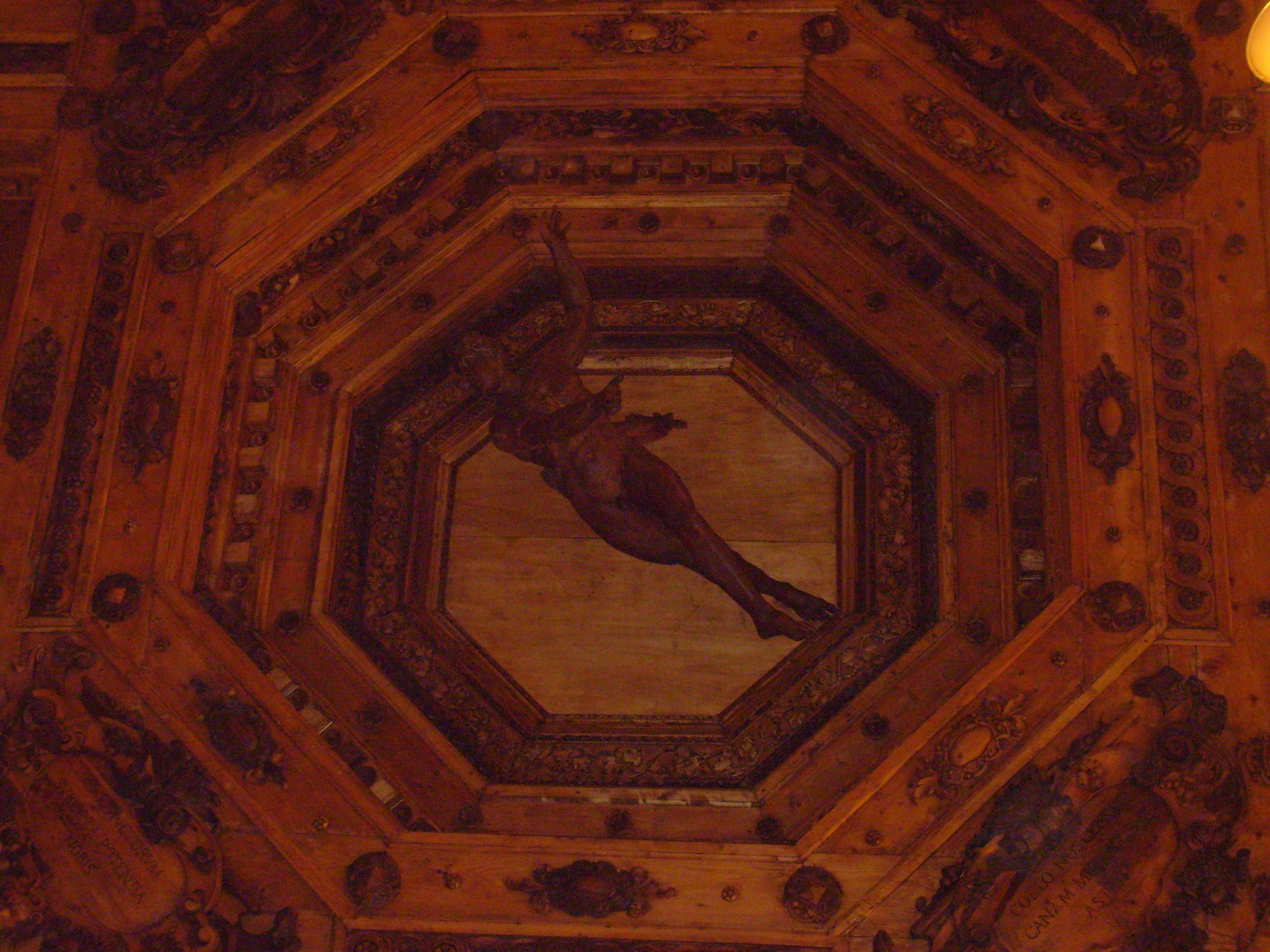
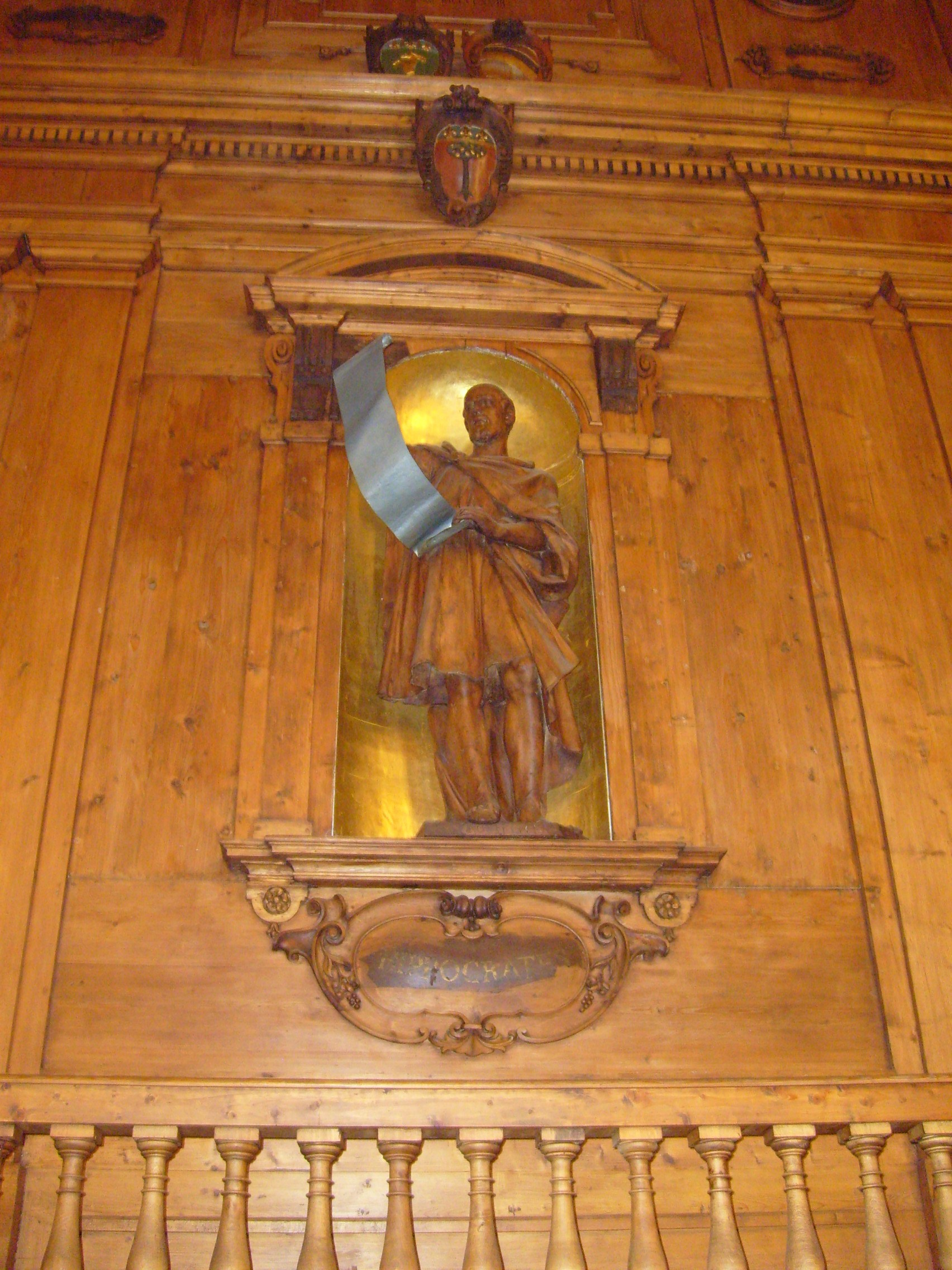
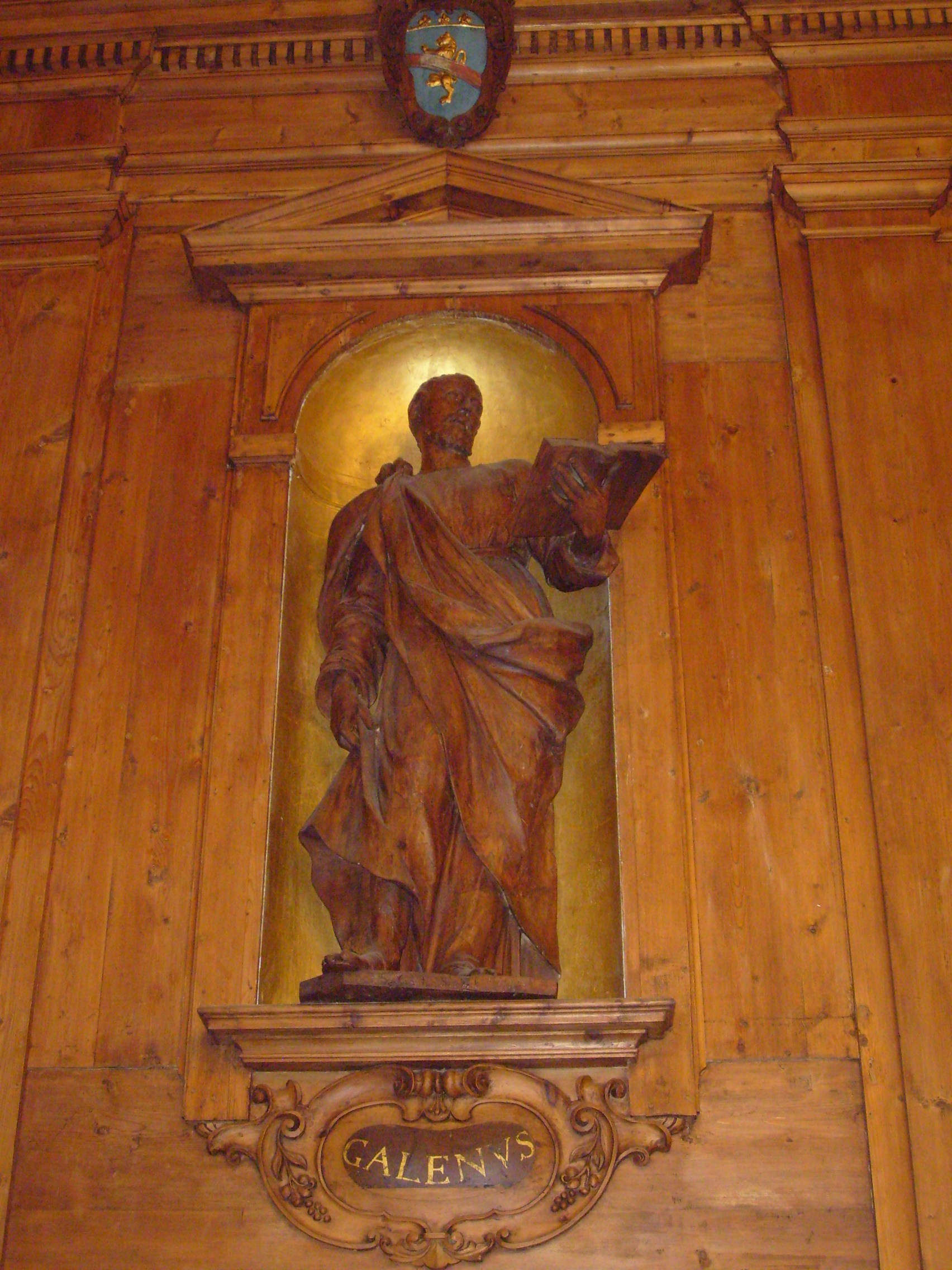
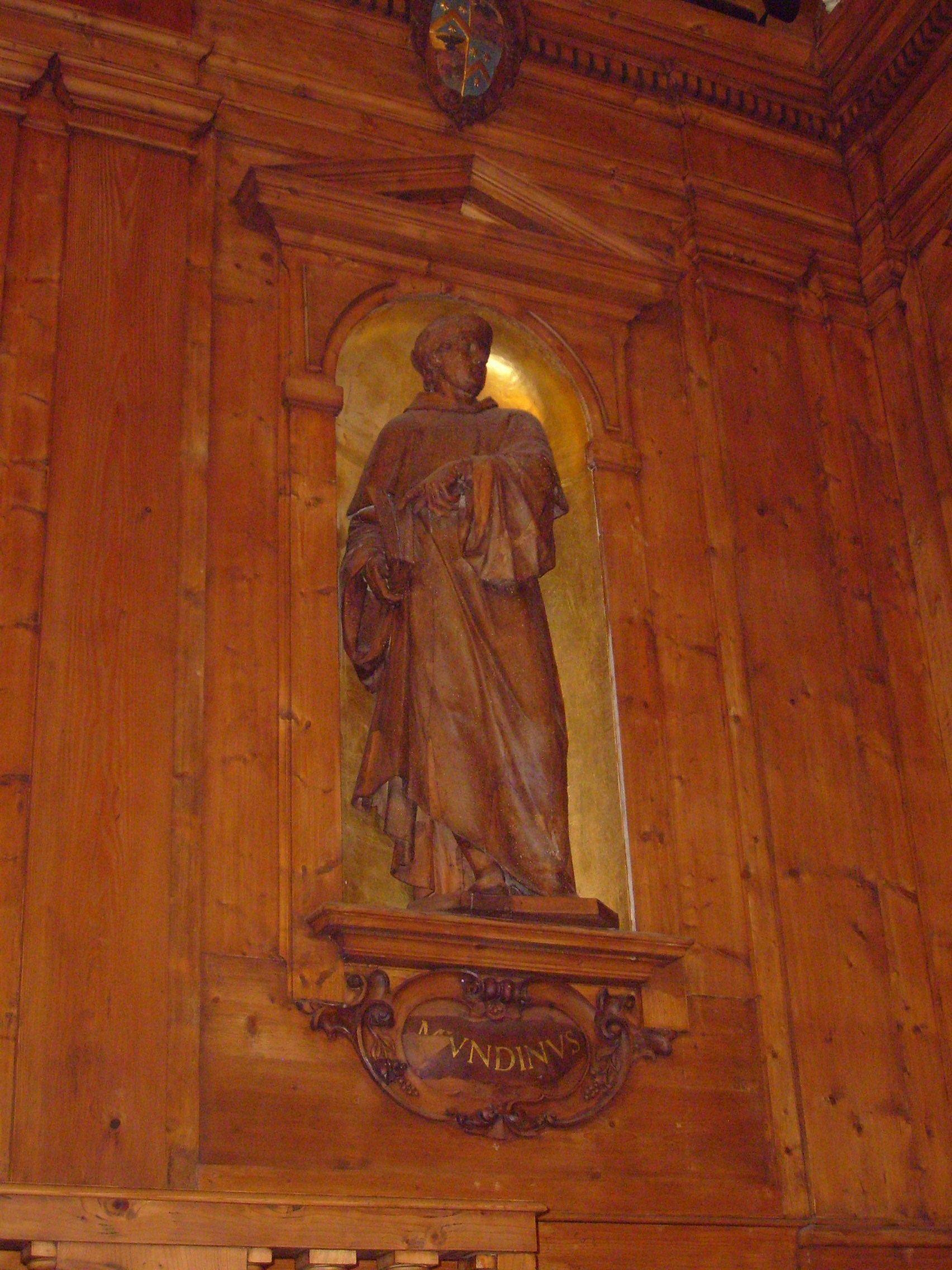
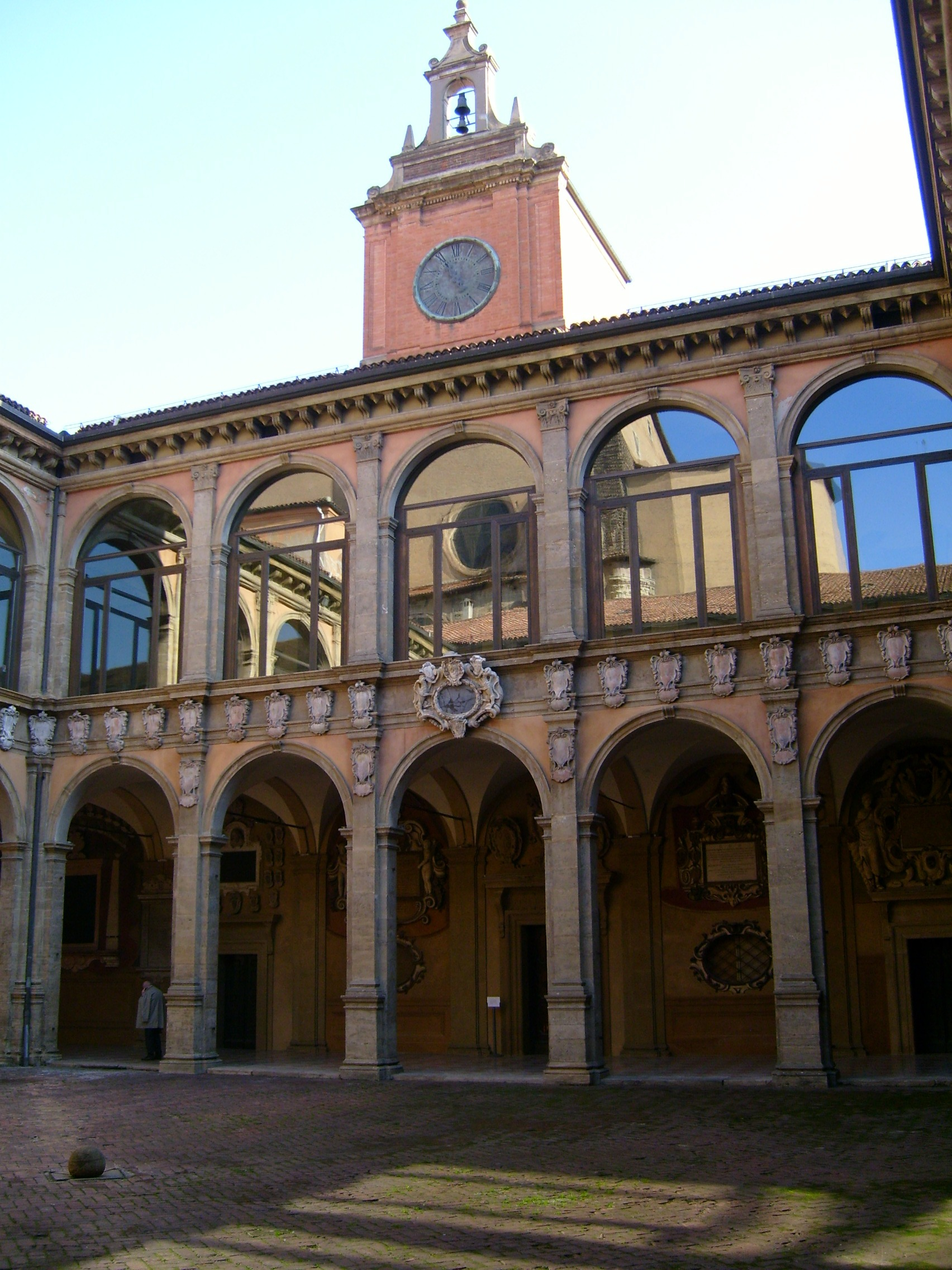

在附近的城镇，还有多处解剖剧场：帕多瓦解剖剧场、摩德纳解剖剧场和费拉拉天堂宫。